# Synagoga Chaduszim w Bochni
Synagoga Chaduszim w Bochni – prywatny dom modlitwy znajdujący się w Bochni.
Synagoga została zbudowana w latach 80. XIX wieku z inicjatywy Stowarzyszenia Modlitwy i Dobroczynności Chaduszim. Prawdopodobnie synagoga była odwiedzana przez chasydów sadogórskich, przez co zwaną ją też Sadygorer szul.
Podczas II wojny światowej hitlerowcy zdewastowali synagogę i urządzili w niej kuchnię. Synagoga w 1946 roku na prośbę Kongregacji Wyznania Mojżeszowego w Bochni została wyburzona ze względu na jej fatalny stan techniczny.